# Юрезанський Володимир Тимофійович
Володи́мир Тимофі́йович Юреза́нський (псевдо, справжнє прізвище — Нос) (23 січня (4 лютого) 1898 р., село Пічугіно Златоустівського повіту, тепер Челябінської області — 9 лютого 1957 р., Москва) — російський письменник, сценарист.

## Життєпис
Народився та жив до 13 років в селі Пічугіне, батьки походили з українських селян. Родина не мала змоги дати юнакові освіту. Спочатку його навчала бабуся, з осені 1898 р. до весни 1899 р. він навчався в третьому класі в Народній школі в с. Михайлівському. У 1899—1901 рр. закінчив двокласне училище в с. Тастуба того ж повіту.
У 1900—1907 рр. навчався в Червоноуфімському реальному училищі, звідки його виключили за вільнодумство як редактора рукописного учнівського журналу «Луч» і вислали в Іркутськ. Звідти перевели в Челябінськ, де він екстерном закінчив реальне училище. У 1908—1911 рр. працював у газеті «Голос Приуралья» (Челябінськ) репортером. Там же надрукував свої перші вірші.
Закінчив 4 курси економічного відділення Петербурзького політехнічного інституту. У серпні 1915 р. був призваний на військову службу.
Деякий час жив і працював у Києві, Одесі, Вінниці, Харкові, працював кореспондентом газети «Известия». У 1920-і роки почали виходити його перші книги розповідей.
1 квітня 1928 р. вийшов фільм «Примха Катерини ІІ» (режисер П. Чардинін, сценарій написаний спільно О. Гатовим і В. Юрезанським) за романом Юрезанського «Исчезнувшее село», який до сьогодні не зберігся.
У 1933 р. увійшов до складу авторської бригади для написання «Історії Дніпробуду». У 1937 р. книга була написана і підготована до друку, однак не була надрукована.
У передвоєнні роки написав роман «Покорение реки».
Після початку німецько-радянської війни добровільно пішов на фронт. Був у полоні. На початку 1944 р., після німецької каторги, повернувся до Запоріжжя. Писав про відбудову зруйнованого Дніпрогесу. Написав кілька книг з цієї теми.
В останні роки життя працював над великим романом, у якому хотів відтворити будівництво й повоєнне відродження Дніпрогесу, та не встиг його закінчити.
Помер в Москві 9 лютого 1957 року, був похований на Ваганьківському цвинтарі.
Юрезанський брав участь в українському літературному процесі, перекладав російською твори українських письменників.
Твори «Ярина» (1929), «Степовий гігант» (1931), «Зникле село» (1958), «Дніпрогес» (1970) перекладені українською мовою.

## Обрані твори
«Ржи цветут», книга розповідей — Харків, 1924;
«Зной», книга розповідей — Харків, 1926;
«Зарево над полями», повість, 1926
«Яблони», книга розповідей — Харків, 1928;
«Река в горах», книга розповідей — Київ, 1937
«Алмазная свита», роман — 1930
«Исчезнувшее село», роман — 1930
«З історії Дніпрогесу (уривки)» / Юрезанський В., Башмак Я., Дончак В., Марич М. − Харків, 1935.
«Человек побеждает» − Москва, 1948.
«Дніпрогес: Документальна повість». − Дніпропетровськ, 1970.